# PiCarta
PiCarta is een zogeheten meta-catalogus van OCLC, waarmee voor het publiek het zoeken mogelijk gemaakt is in de titelgegevens van boeken en tijdschriftartikelen en andere materialen die tezamen de Nederlandse Centrale Catalogus vormen. PiCarta werd in 1998 door PICA (nu OCLC genaamd) op de markt gebracht. PiCarta bevat de gegevens van ongeveer 14 miljoen boeken, 40 miljoen tijdschriftartikelen, 500.000 tijdschriften (papier en elektronisch) en de gegevens van diverse andere materialen (centsprenten, brieven, landkaarten, bladmuziek, cd's en dvd's) aanwezig in Nederlandse bibliotheken. In totaal bevatte PiCarta in november 2007 ongeveer 65 miljoen titels.
Sinds eind 2019 is het voor iedereen mogelijk om Picarta open te raadplegen. Daarmee krijgt men met één zoekactie een overzicht van aanwezigheid van materiaal in Nederlandse bibliotheken.